# 四指蝠屬
四指蝠屬（四指蝠）（学名：Amorphochilus），
，哺乳綱、翼手目、煙蝠科的一屬，而與四指蝠屬（四指蝠）同科的動物尚有煙蝠屬（煙蝠）。

## 下属物种
- 四指蝠 Amorphochilus schnablii Peters, 1877